# Scienze motorie e sportive
Le scienze motorie e sportive costituiscono nel loro complesso l'insieme di quelle particolari discipline che si occupano delle attività fisiche e dello sport, attraverso lo studio trasversale della medicina, della psicologia, della fisiologia, della biomeccanica e della didattica dello sport.

## Disciplina in Italia
Distinti decreti predisposti successivamente dal ministro Gelmini hanno modificato la terminologia della disciplina insegnata rispettivamente nella scuola secondaria di primo grado e in quella di secondo grado da "educazione fisica" a "scienze motorie e sportive". Si tratta del DM 37 del 26 marzo 2009 sulle Nuove classi di abilitazione, quadro orario e composizione delle cattedre nelle classi, operativo dal 1º settembre 2009 per la scuola secondaria di primo grado. In data 15 marzo 2010 sono stati emanati dal Presidente della Repubblica i Regolamenti di riordino dei Nuovi Licei, Tecnici e Professionali, che riguardano, invece, la scuola secondaria di secondo grado.
Il termine scienze motorie era stato precedentemente introdotto dal comma 115 dell'art. 17 della Legge n° 127 del 1997 (Bassanini bis) e dal successivo d.Lgs. n° 178 del 1998, istitutivi della laurea in scienze motorie, nell'istruzione accademica, per denominare i corsi universitari, evoluzione del diploma superiore ISEF.
Autorevoli autori hanno discusso il problema dell'esistenza di una scienza del movimento e dello sport o di più discipline che si occupano delle attività fisiche e dello sport, deponendo per l'esistenza di un unico campo di interesse scientifico (Ricci G.; Le Boulch J.; Dellabiancia M.P.; Palmisciano G.). La risoluzione del problema epistemologico non è stata tenuta in conto nella normativa, perché il termine plurale si è prestato a risolvere il problema di adattare i corsi alle diverse facoltà, dove sono stati attivati in forme davvero varie e comunque non rispettose delle tradizioni italiane di rilievo internazionale, maturate nel settore.
La denominazione internazionale del campo della scienza in questione è Sport science, Physical activity, Physical education and sport, in accordo agli standard dell'International Council of Sport Science and Physical Education.
In Italia, viene utilizzato nel linguaggio comune il termine "scienze motorie" per abbreviazione di "scienze motorie e sportive". Si continua talvolta comunque ad utilizzare la dicitura "educazione fisica".

### Dibattiti circa lo sviluppo e l'identità della disciplina
Già il 22 settembre 1982 si svolse a Roma, presso la Scuola dello Sport, il Seminario dal titolo “Il comitato tecnico scientifico per la ricerca applicata allo sport”. Parteciparono molti dei protagonisti della ricerca scientifica applicata all'Educazione Fisica e allo Sport di quel periodo. Il tema principale riguardò la definizione epistemologica della disciplina, oltre alla ricerca applicata, l'ambito pedagogico – didattico, quello sociologico e la teoria dell'allenamento sportivo. Gli Atti del Seminario furono pubblicati su uno Speciale di SdS – Scuola dello Sport - Rivista di Cultura Sportiva, fra il Numero Unico del 1981 e il Numero 0 del 1982, vedendo la stampa tra la fine del 1982 e l'inizio del 1983.
Successivamente, il 24 gennaio del 1986 si svolse a Napoli il Convegno "La scienza del movimento umano", occasione per la fondazione del Centro Studi "Eugenio Enrile", in memoria dell'ispettore tecnico centrale dell'Educazione Fisica, figura carismatica di rilievo internazionale, venuto a mancare. Il convegno, organizzato da Antonio Mosca che curò anche la pubblicazione degli Atti, fece il punto sulle acquisizioni tecnico-scientifiche in materia e concluse con la proposta della trasformazione degli ISEF in corsi di laurea, presso le Università.
Il dibattito circa l'identità scientifica dei corsi del settore delle scienze motorie è stato vivo. Come sottolineato da Giuseppe Refrigeri (La Laurea in Scienze Corporee, in Annali della Pubblica Istruzione, 1-2, 1998), per motivi storico-culturali, il settore è stato soggetto ad un ritardo di sviluppo che permane, in Italia così come in altri paesi, anche a causa degli svariati interessi corporativistici che gravitano attorno a questo ambito così particolare e multidisciplinare del sapere e del vivere umano.
Proprio per la multidisciplinarità e la particolarità insite nella "Scienza dello sport, dell'attività fisica, dell'educazione fisica e sportiva", di difficile definizione perché campo sospeso tra arte e scienza, pedagogia e medicina, si è più volte visto il prevalere di saperi storicamente più forti che attorno ad essa gravitano: Medicina su tutti, ma anche, ad esempio, Psicologia, Pedagogia, Fisiologia, Diritto, ecc.
In Italia sono poche le facoltà di scienze motorie (Università Statale degli Studi di Milano, Università degli Studi di Roma "Foro Italico", Alma Mater Studiorum - Università di Bologna, Università degli Studi di Ferrara, Università degli Studi di Napoli "Parthenope", Università degli studi di Verona, Università degli studi di Messina ecc. per esempio), mentre i corsi di laurea in scienze motorie e sportive afferiscono per la gran parte alle facoltà di medicina e chirurgia, di psicologia e di scienze della formazione/Educazione.
Davvero poche le possibilità offerte ai dottori magistrali in scienze motorie di accedere al sistema universitario al fine di diventare docenti essi stessi di materie-chiave con un certo peso in termini di crediti e di accesso ai sistemi decisionali dei corsi/facoltà.
Eppure avere docenti con una formazione nativa in scienze motorie è presupposto fondamentale per l'affrancamento della disciplina dall'ancillarità patita. Medici, psicologi, biologi, giuristi, pedagogisti, ortopedici, biochimici, fisiologi, ecc. hanno interesse, comprensibilmente, a far prevalere il peso delle loro discipline nel novero di quelle insegnate nei corsi di scienze motorie, anziché promuovere uno sviluppo indipendente delle scienze motorie stesse. Quest'ultimo è un nodo da sciogliere, che sta alla base del problema.
Nel 2013, con l'abolizione delle Facoltà per effetto della riforma Gelmini e la conseguente costituzione dei dipartimenti, questi hanno assunto quasi ovunque la denominazione di "scienze motorie, sport e salute", come il corso di laurea di primo livello.
Il termine scienze motorie e sportive non è adottato, né a livello accademico né in ambito scolastico, nel resto del mondo. Le facoltà di scienza dell'educazione fisica e dello sport europee, nordamericane, russe e cinesi prevedono, inoltre, rispetto a quelle italiane, un maggiore indirizzo verso le materie caratterizzanti e una minore pluralità di materie.

### Corso di laurea in Italia
Il corso di laurea inizialmente (negli anni di transizione da I.S.E.F. all'università) aveva una durata di 4 anni composti da 2 anni uguali per tutti più due anni di indirizzo obbligatorio da scegliere tra (didattico/educativo, attività motoria preventiva e adattata, economico/manageriale, tecnico/sportivo) per i nuovi iscritti, mentre per i diplomati ISEF che volevano conseguire il pieno titolo di laureati furono attivati, in quel periodo, dei corsi integrativi con esami e una tesi finale.(quarto anno). 
A seguito della riforma dell'università anche questo corso di laurea è stato omologato alla modalità 3+2, ossia 3 anni di laurea di base (I livello) e 2 di laurea specialistica oggi magistrale (II livello), prevedendo per quest'ultima tre distinti percorsi: preventivo (attività motorie preventive ed adattate), economico-manageriale (management delle attività motorie e sportive) e scientifico-tecnico (scienze e tecniche dello sport).
Presso l'Università Statale di Milano la Facoltà di Scienze Motorie, per effetto della legge Gelmini, è stata rinominata "Scuola di Scienze Motorie". Ad essa fanno capo tre Corsi di Laurea. Primo livello (triennale): "Scienze Motorie Sport e Salute"; secondo livello (Magistrale): "Scienza dell'Attività Fisica per il Benessere" e "Scienza Tecnica e Didattica dello Sport". In tutti e tre i corsi di Laurea, oltre alle materie biomediche, indispensabili perché gli allievi conseguano le necessarie nozioni di base di Anatomia, Biochimica e Fisiologia necessarie per comprendere cosa c'è alla base del movimento umano, vengono somministrati corsi "pratici" relativi alle diverse discipline sportive, in palestra, sul campo sportivo ed in piscina. L'applicazione pratica "sul campo" delle nozioni apprese durante le lezioni frontali, è indispensabile al raggiungimento di un'ottima professionalità dei laureati.
Le sedi universitarie con attivo almeno un programma didattico nell'area delle scienze motorie e sportive con nuove immatricolazioni nell'anno accademico 2010-2011 sono state 34.
Il corso di laurea prevede un numero ampio di discipline, peraltro variabile in qualità e quantità da università ad università. Le materie possono essere distinte in pratiche (inerenti al settore motorio e sportivo) e teoriche (inerenti al settore biomedico, giuridico, economico, della metodologia didattica e dell'allenamento e psicopedagogico). Tra le discipline pratiche svolte in molti dei corsi di laurea disseminati tra gli atenei italiani, citiamo a titolo non esaustivo i principali sport di squadra italiani (calcio, rugby, pallavolo, pallacanestro, pallanuoto), e quelli individuali come l'atletica, il nuoto, la scherma, la ginnastica artistica e quella ritmica. Tutti questi corsi sono conclusicon esami teorico (orali e/o scritti)-pratici.

### Scienze motorie e sportive ed insegnamento nelle scuole italiane
Nel sistema di istruzione secondaria italiano, trova spazio nelle materie curriculari l'insegnamento dell'educazione fisica. È questa la vigente denominazione della disciplina per effetto delle “Indicazioni nazionali per il curricolo della scuola dell'infanzia e del primo ciclo di istruzione” del 5 settembre 2012, che hanno introdotto nuovamente il termine. Sono distinte, pertanto, due classi di concorso, 29/A (educazione fisica nella secondaria di secondo grado) e 30/A (educazione fisica nelle scuole secondarie di primo grado).
Lo schema di regolamento recante “Disposizioni per la razionalizzazione ed accorpamento delle classi di concorso a cattedre e a posti di insegnamento, ai sensi dell'articolo 64, comma 4, lettera a), del decreto-legge 25 giugno 2008, n. 112, convertito, con modificazioni, dalla legge 6 agosto 2008, n. 133", prevede la costituzione di una nuova unica classe di abilitazione, denominata K02A (ambito 2), applicata per la prima volta nel concorso a cattedre bandito nel 2012, a decorrere dal 1º settembre 2013.
Per poter insegnare educazione fisica nelle scuole secondarie di primo e di secondo grado ed accedere al reclutamento, occorre abilitarsi nelle specifiche classi di concorso, attraverso un percorso successivo alla laurea magistrale o al diploma Isef, denominato Tirocinio Formativo Attivo (TFA).
Fino all'anno accademico 2008-2009 hanno funzionato corsi abilitanti all'interno delle SSIS, i quali a seconda delle leggi e dei decreti ministeriali che si sono succeduti nel tempo, erano accessibili per gli aspiranti docenti delle scuole secondarie di primo e di secondo grado, dapprima dopo il solo diploma ISEF.
Oggi le SISS sono state soppresse. Il decreto 249 del 10 settembre 2010 disciplinante il "nuovo sistema di formazione degli insegnanti" stabilisce che il conseguimento dell'abilitazione all'insegnamento nelle scuole secondarie della disciplina "Scienze motorie e sportive" si consegue attraverso lo svolgimento del tirocinio formativo attivo (TFA) comprensivo dell'esame con valore abilitante, nel quale viene svolto sostanzialmente un anno di tirocinio in classe; oppure per coloro i quali erano già in possesso dei titoli di accesso ai percorsi delle SISS entro la data di entrata in vigore di tale decreto, con il conseguimento del solo anno di TFA detto transitorio; il Tirocinio Formativo Attivo transitorio, è stato avviato dall'anno accademico 2011/12.
Una volta concluso il TFA, anche gli abilitati in Scienze motorie e sportive possono accedere ai percorsi per il conseguimento dell'abilitazione per le attività di sostegno agli alunni in difficoltà oppure per l'insegnamento della materia in lingua straniera (CLIL).